# Igor Romishevsky
Igor Anatolievich Romishevsky (25 de marzo de 1940 - 28 de septiembre de 2013) fue un jugador de hockey sobre hielo ruso que jugó en la liga de hockey Soviética.
Romishevsky nació en Zhukovski, región de Moscú. 
Durante su carrera profesional de hockey, jugó con HC CSKA Moscú. 
Más tarde fue incluido en el Salón de la Fama del Hockey ruso y soviético en 1968.
Murió a los 73 años, el 28 de septiembre de 2013, en Moscú.